# Macizo de Trara

Macizo de Trara (occidental, central y oriental).

El macizo de Trara (en árabe, جبال طرارة jibāl Ṭrāra) es una región montañosa ubicada en la costa noroeste de Argelia, con una altitud promedio entre los 500 y los 1000 m. Su cima más alta es el Felausen con 1336 m s. n. m.
El macizo de Trara es una sierra litoral en el Tell oranés de la cordillera del Atlas (concretamente de los Atlas teliano), y es un bloque montañoso de  difícil acceso. Este macizo aparece como un arco montañoso entre el Mediterráneo al norte, el uadi Tafna al este, el uadi Muílah al sur y el uadi Kiss al oeste, que determina la frontera con Marruecos. Este espacio representa una entidad geográfica bien diferenciada debido a su relieve accidentado de orientación este-oeste y ubicado al norte del valiato de Tremecén y al noroeste del valiato de Ain Temushent.
La vegetación del macizo está formada principalmente por pinos y cipreses.